# DAVA Foods
DAVA Foods A/S (vormals Hedegaard Foods) ist ein dänischer, auf Eier und Eiprodukten spezialisierter Lebensmittelgroßhändler und -produzent mit Sitz in Hadsund.

## Produktion und Vertrieb
Die Firma verpackt und vertreibt Eier, produziert, pasteurisiert und kocht Eierprodukte. DAVA Foods  vertreibt seine Produkte auf dem europäischen Markt. In Dänemark hat das Unternehmen nach eigenem Bekunden einen Marktanteil von 45–50 % und ist damit Marktführer. Auf den Färöern hat DAVA Foods einen Marktanteil von 75–80 %. Darüber hinaus exportiert DAVA nach Deutschland, Grönland, Finnland, Norwegen, Tschechien und den Niederlanden.

## Firma
Die 2012 aus den drei Unternehmen Hedegaard Foods A/S, Starup Æg K/S und Svenska Lantägg AB bestehende Gruppe erzielte damals einen Umsatz von rund 933 Millionen Dänische Kronen und beschäftigte um die 200 Mitarbeiter. Im Jahr 2011 erwarb Hedegaard Foods A/S 70 % der Anteile am größten Eierverpacker in Schweden, Svenska Lantägg. Zwei Jahre später übernahm die Hadsunder Firma Anfang Dezember 2013 die restlichen 30 % des schwedischen Unternehmens. Am größten Eierverpacker Finnlands, Munakunta, erwarb Hedegaard Foods im Juni 2014 insgesamt 50 % der Aktienanteile.
Durch den Kauf von Industriegebäuden am Fabriksvej in Hadsund im April 2014, die Gebäude waren bis 2012 Sitz der Firma Uponor, vergrößerte Hedegaard Foods seine Produktionsflächen um 10.000 m².
DAVA Foods verfügt über Fabriken und Packereien in Dänemark, Schweden, Finnland und eine Packerei in Estland.